# Chen Zhongping
Chen Zhongping (chinesisch 陈中平; * 11. Mai 2003) ist ein chinesischer Leichtathlet, der sich auf den Langstreckenlauf spezialisiert hat.

## Sportliche Laufbahn
Erste internationale Erfahrungen sammelte Chen Zhongping im Jahr 2023, als er bei den World University Games in Chengdu in 30:10,74 min den achten Platz im 10.000-Meter-Lauf belegte und über 5000 Meter mit 15:07,41 min auf Rang 15 gelangte. 2025 wurde er bei den World University Games in Bochum in 1:06:21 h 19. im Halbmarathon und sicherte sich in der Teamwertung die Bronzemedaille hinter den Teams aus Japan und der Türkei.
2024 wurde Chen chinesischer Meister im 5000-Meter-Lauf.

## Persönliche Bestzeiten
- 5000 Meter: 14:01,99 min, 28. Juni 2024 in Rizhao
- 10.000 Meter: 29:20,28 min, 28. April 2024 in Qinhuangdao
- Halbmarathon: 1:03:00 h, 23. Februar 2025 in Meishan